# Jevgeni Petrovitsj Makarov
Jevgeni Petrovitsj Makarov (Russisch: Евгений Петрович Макаров) (Penza, 19 november 1912 – Moskou. 13 mei 1985) was een Russisch componist, muziekpedagoog en dirigent.

## Levensloop
Makarov studeerde van 1939 tot 1941 aan de Russische Akademie voor Muziek Jevgenia, Jelena en Maria Gnessin in Moskou bij Reinhold Glière en Genrich Iljitsj Litinski compositie. In 1941 moest hij de studies onderbreken, omdat hij ingelijfd werd in het Russische leger. In januari 1942 studeerde hij verder aan de militaire afdeling van het Conservatorium van Moskou (Russisch: Московская Государственная Консерватория им. П.И.Чайковского). Aldaar was hij een leerling van zowel Dmitri Sjostakovitsj als Nikolaj Mjaskovski en behaalde zijn diploma in 1944 als dirigent. Van 1944 tot 1947 studeerde hij aan de door Nikolaj Pavlovitsj Ivanov-Radkevitsj en Dmitri Romanovitsj Rogal-Levitski geleide faculteit. In 1947 is hij ook daar afgestudeerd. In 1950 promoveerde hij tot Ph.D. (Philosophiæ Doctor) met het proefschrift Concertwerken van Sovjet componisten voor blaasorkest en hun rol in de ontwikkeling van de blaasmuziek in de Sovjet-Unie.
Vanaf 1947 was hij docent voor HaFa-directie aan de hogere militaire muziekacademie in Moskou; in 1958 werd hij hoofd van de afdeling instrumentatie en later tot 1961 directeur. Vanaf 1958 was hij eveneens docent voor muziektheorie aan het Conservatorium van Moskou (Russisch: Московская Государственная Консерватория им. П.И.Чайковского) en werd aldaar in 1963 hoofd van de afdeling instrumentatie. Hij behoorde van 1958 tot 1962 tot het bestuur van het muziekfonds van de Sovjet-Unie. Sinds 1971 was hij adjunct-directeur van de Unie van componisten in de Sovjet-Unie.
In 1972 werd hij onderscheiden als Verdienstelijk kunstenaar van de Russische Sovjet-Republiek en in 1983 werd hij onderscheiden als "Volkskunstenaar van de Sovjet-Unie".
Hij is ook auteur van verschillende artikelen in vakbladen en magazines over instrumentatie en orkestratie.
Als componist schreef hij voor vele genres.

## Composities

### Werken voor orkest
- 1939 Klein concert, voor pauken en strijkorkest
- 1954 Suite uit het ballet "Het sprookje van de visser en de vis"
- 1955 Plechtige ouverture.
- 1966 Четыре рус. нар. песни, voor piano en orkest
- 1967 Feestelijk praeludium

### Werken voor harmonieorkest
- 1943 Symfonie
- 1944 Ouverture op Russische Thema's
- 1944 Kleine suite
- 1945 Passacaglia en Fuga, Op. 7  - opgedragen aan de soldaten-helden van de Tweede Wereldoorlog
- 1947 Suite over twee Russische volksliederen
- 1948 Gala, mars
- 1948 Welkom, mars
- 1948 Russisch, mars
- 1954 Sport ouverture
- 1955 Waltz-Scherzo
- 1957 Heroische ouverture
- 1958 Welkome Ouverture
- 1959 Helden, mars
- 1959 Feestelijk praeludium
- 1959 Ronde dans
- 1961 Russisch danslied, voor klarinet en harmonieorkest
- 1963 Het Stadion, mars
- 1970 Der Soldat Grab", Passacaglia
- 1971 Kleuterversjes
- 1975 Moskou ochtendgloren[1]
- 1982 Jokes, voor klarinetensemble en harmonieorkest

### Muziektheater

#### Balletten
| Voltooid in | titel                                | aktes                 | première | libretto                                                                 | choreografie |
| ----------- | ------------------------------------ | --------------------- | -------- | ------------------------------------------------------------------------ | ------------ |
| 1952        | Het sprookje van de visser en de vis | 3 bedrijven, 6 scènes |          | Pavlo Virsky en Shilov - gebaseerd op een verhaal van Aleksandr Poesjkin | Pavlo Virsky |

### Vocale muziek

#### Liederen
- 1946 Twee Fuga's, voor zangstem en piano

### Kamermuziek
- 1939 Twee stukken
- 1940 Sonate, voor altviool en piano
- 1941 Strijkkwartet
- 1943 Nocturne, voor twee klarinetten en piano
- 1943 Zes stukken, voor twee dwarsfluiten
- 1945 Sonate, voor klarinet en piano
- 1947 Scherzo
- 1947 Drie stukken, voor hobo en fagot
- 1948 Twee stukken, voor hoorn en piano
- 1949 Dans in f mineur, voor klarinet en piano
- 1949 Romance, voor fagot en piano
- 1950 Scherzo, voor fagot en piano

### Werken voor piano
- 1976 Sonate
- 1986 Kinderspeeltuin

## Publicaties
- Concertwerken van Sovjet componisten voor blaasorkest en hun rol in de ontwikkeling van de blaasmuziek in de Sovjet-Unie, 1950.
- Probleem Boek over Instrumentatie voor militaire of harmonieorkesten deel IV. Moskau Institug milit. Leider, afdeling instrumentatie, 1953.
- samen met Michael Davidovitsj Gotlib en J. Kaabak: Cursus: Lezen van partituren voor militaire kapelmeesters, deel 1, Moskou, 1956; deel 2, Moskou, 1960.
- samen met L. Malter: Readings for Concertband Moskau, 1962.
- De Kunst van het orkestrale drama in het boek:...Muziek van Rusland M., 1976.
- Дневник : воспоминания о моем учителе Д. Д. Шостаковиче (Dagboek: Herinneringen aan mijn leraar Dmitri Sjostakovitsj), GI Salnikova. Moskau: Komponist, 2001. ISBN 5-85285-483-2